# Antonín Volavka
Antonín Volavka (10. srpna 1907 Horní Ves – 15. října 1955 Praha) byl český a československý politik Komunistické strany Československa a poúnorový poslanec Národního shromáždění ČSR.

## Biografie
Narodil se v rolnické rodině na Českomoravské vysočině, v obci Horní Ves.
Členem KSČ se stal v roce 1928. V meziválečné době byl členem komunistického studentského hnutí Kostufra V této době pracoval v redakci listu Avantgarda. V roce 1930 se stal tajemníkem zemědělského oddělení Ústředního výboru Komunistické strany Československa. Od roku 1930 byl také redaktorem listu Rudé právo a setrval zde až do zastavení vydávání tohoto deníku za druhé republiky. V Rudém právu vedl zemědělskou rubriku. Za okupace pracoval v ilegalitě.
V letech 1945-1948 působil jako tajemník Jednotného svazu českých zemědělců, od roku 1949 byl generálním tajemníkem Československé akademie zemědělských věd. V pozdější době zastával post náměstka ministra Státního úřadu plánovacího a byl šéfredaktorem Státního zemědělského nakladatelství.
Ve volbách roku 1948 byl zvolen do Národního shromáždění za KSČ ve volebním kraji Pardubice. V parlamentu zasedal do konce funkčního období, tedy do voleb roku 1954.
Zemřel náhle v říjnu 1955.